# بئر بالسرور
 بئر بالسرور  هو معلم أثري تونسي مصنف من قبل المعهد الوطني للتراث يقع في ولاية مدنين في الجنوب الشرقي التونسي، تحديدا في مدينة ميدون تم تصنيف المعلم في يوم 4 يوليو 2016 .

## مقالات ذات صلة
- قائمة المعالم الأثرية المصنفة في تونس